# Linzenberg
Der Linzenberg ist ein Ortsteil der Gemeinde Schwarzach (433 m ü. A.) und geographisch ein Ausläufer der Lorenaberge des Bregenzerwaldgebirges in Vorarlberg, Österreich.

## Geschichte
Die Besiedelung des Bregenzerwaldes im Mittelalter erfolgt u. a. über den Steußberg und den Linzenberg.
1468 wird mit Erlaubnis des Abtes von Mehrerau, Johann III., am Fuße des Linzenberges (auf dem heutigen Friedhof) eine Kapelle gebaut und eine Kaplanei errichtet.
1640 werden am Linzenberg Schanzarbeiten im Zuge des Dreißigjährigen Krieges durchgeführt, und 1647 kommt es zu Kämpfen (Schwedenkrieg).
Zusätzlich zum Saumweg von Wolfurt über Bildstein (damals Steußberg genannt) bestand sodann um 1561 ein erster, recht steiler Karrenweg als Landstraße von Schwarzach – Linzenberg – Farnach (damals auch Fahrnach geschrieben) nach Alberschwende. Um 1772 wurde dieser Karrenweg in der Regierungszeit Joseph II. zur Fahrstraße ausgebaut und musste von den Hofsteig-Gemeinden bis zur Grenze von Alberschwende erhalten werden. Dies führte zu erheblichen Streitigkeiten, weil die Kosten den Hofsteig-Gemeinden im Verhältnis zu hoch erschienen und die Bregenzerwälder Fuhrleute davon den größeren Nutzen hätten. Dementsprechend fand die Erhaltung des Fahrweges durch die Hofsteig-Gemeinden wenig Unterstützung – auch wegen allgemeiner Geldsorgen der Gemeinden – und wurde der mangelhafte Zustand immer wieder von der Obrigkeit bemängelt und Verbesserung eingemahnt. Aufgrund mehrerer Beschwerdeschreiben ist auch überliefert, dass sich einige Fuhrleute aus dem Bregenzerwald gegenüber den Anrainern entlang der Straße recht rücksichtslos verhalten haben. Erst 1837 wurde wieder ein Großprojekt im Straßenbau beendet, der Bau der Schwarzachtobelstraße, wodurch dieser Fahrweg über den Linzenberg für den Durchzugsverkehr überflüssig wurde.

## Topographie, Geografie, Lage und Verkehr
Der Linzenberg ist ein Ausläufer des Farnacherbergs und wird wie dieser südseitig vom Schwarzachtobel mit der Schwarzach und nordseitig von der Minderach begrenzt. Nach Westen verläuft der Linzenberg relativ sanft in das Alpenrheintal, und auf der Ostseite stößt er an die Hochebene von Farnach (747 m ü. A.) auf dem Farnacherberg und in weiterer Folge von Alberschwende (740 m ü. A.) an. Eine genaue geographische Abgrenzung des Linzenbergs auf der östlichen Seite ist nicht möglich. Der Linzenberg ist die markante südwestliche Ecke des Schneiderkopfgebietes.
Der Linzenberg hat geographisch eine maximale Breite von etwa 650 m und ist etwa 1100 m lang, wenn als östliche Grenze die Gemeindegrenze zwischen Schwarzach und Bildstein herangezogen wird, und umfasst etwa eine Fläche von ca. 55 ha.
Der Linzenberg ist mit normalen Kraftfahrzeugen von Schwarzach aus gut erreichbar. Die dauerhaft besiedelten Teile der Anhöhe liegen etwa zwischen 433 m ü. A. und 600 m ü. A.

## Bauwerke
Die wichtigsten historischen Bauwerke auf dem Linzenberg sind das Heimatmuseum Schwarzach und die regional bedeutsame Kapelle Linzenberg, die seit den 1870er-Jahren besteht.

## Handwerk, Gewerbe
Trotz der historischen Bedeutung des Linzenberg für Schwarzach und der herausragenden topografischen Position hat sich hier keine bedeutsame gewerbliche Infrastruktur herausgebildet. Es dominiert hier nach wie vor die Landwirtschaft.